# Costantino Mesopotamita
Costantino Mesopotamita (in greco Κωνσταντῖνος Μεσοποταμίτης?; fl. XII-XIII secolo) è stato un alto funzionario bizantino e di fatto il primo ministro sotto gli imperatori Isacco II Angelo e Alessio III Angelo dal 1193 fino alla sua caduta nell'estate del 1197. Fu anche arcivescovo di Tessalonica dal 1197 circa al 1227 circa, ma fu in esilio tra il 1204 e il 1224, quando la città fu occupata dai crociati latini. Restituito alla sua sede, rifiutò di incoronare imperatore Teodoro Comneno Ducas e lasciò nuovamente volontariamente la sua sede andandosene in esilio. Fu anche collega e corrispondente dello storico Niceta Coniata e potrebbe avergli commissionato alcune opere.

## Biografia
La famiglia di Costantino, i Mesopotamitai, apparve alla fine dell'XI secolo e proveniva o da Mesopotam (nell'odierna Albania) o da un altro luogo chiamato Mesopotamia. Uno dei suoi primi incarichi nel servizio amministrativo fu quello di ambasciatore presso la Repubblica di Genova intorno al 1189, per negoziare un trattato. Quando Mesopotamita tornò con il suo omologo genovese, Simone Bufferio, a Costantinopoli per ratificare il trattato, tuttavia, si scoprì che aveva superato il potere delegato nel suo mandato, portando a un temporaneo blocco dei negoziati.

### Carriera sotto Isacco II
Nel 1193, malgrado la sua estrema giovinezza (il suo collega e storico Niceta Coniata lo definisce beffardamente un “ragazzino [...] meno di un anno dopo aver posato penna e inchiostro [cioè aver lasciato la scuola]”) fu scelto dall'imperatore Isacco II Angelo (regno 1185-1195) per succedere allo zio materno e primo ministro, Teodoro Castamonite, quando quest'ultimo fu colpito da un ictus e morì poco dopo. Con il titolo di epi tou kanikleiou (custode del calamaio imperiale), riuscì rapidamente a porre Isacco interamente sotto la sua influenza. Secondo Coniata esercitò un potere superiore persino a quello del suo predecessore, mentre lo storico Charles Brand gli attribuisce il merito di aver “combinato l'astuzia e l'abilità nella gestione degli affari”.
In questo periodo Mesopotamita fu anche oggetto di un elogio da parte di Niceforo Crisoberge.
Il controllo di Mesopotamita dell'amministrazione fu assicurato isolando efficacemente l'imperatore dagli affari pubblici, ponendo fine anche alla predilezione di Isacco di condurre personalmente le campagne.  Come Castamonite, ebbe particolare successo nell'escludere dal potere la corte e la nobiltà. Di conseguenza, fu molto odiato dall'aristocrazia, che complottò contro Isacco.  Il risentimento trovò sfogo nel fratello maggiore di Isacco, Alessio III Angelo (r. 1195-1203), che nell'aprile del 1195, con l'appoggio dell'aristocrazia, si impadronì del trono mentre Isacco era a caccia. Isacco fu catturato e accecato, venendo poi confinato in un palazzo vicino al Corno d'Oro.

### Carriera sotto Alessio III
Tra i primi atti del nuovo imperatore vi fu il licenziamento di Mesopotamita, ma poiché il nuovo regime degenerò rapidamente in un ampio saccheggio delle casse dello Stato e nella vendita aperta delle cariche, l'imperatrice Eufrosina Ducena Camatera intervenne presso il marito e ne ottenne il reintegro, probabilmente alla fine del 1195. Tornato alla sua vecchia carica di epi tou kanikleiou, Mesopotamita godette ben presto di una posizione egemone sotto Alessio come sotto Isacco: i cortigiani aristocratici, tra cui il genero dell'imperatore Andronico Contostefano e il fratello dell'imperatrice Basilio Camatero, persero potere, mentre Mesopotamita divenne agli occhi di Alessio “il corno dell'abbondanza, la coppa delle virtù”. Il resoconto di Coniata suggerisce che egli ebbe effettivamente successo nel migliorare l'amministrazione durante la sua rinnovata ascesa.
Non potendo attaccarlo direttamente, nell'estate del 1196 Camatero e Contostefano accusarono l'imperatrice di infedeltà con un certo Vataze, figlio adottivo di Alessio III. L'imperatore ordinò l'esecuzione di Vataze e due mesi dopo l'imperatrice fu esiliata in un monastero a Nematarea. Il suo esilio si rivelò impopolare per la popolazione e i suoi parenti e sostenitori, soprattutto Mesopotamita, le assicurarono il perdono dopo sei mesi, nel marzo 1197. La donna ripristinò rapidamente la sua influenza sul marito e, insieme a lei Mesopotamita, si trovava ora al vertice del suo potere. Secondo Coniata, Mesopotamita considerava ormai insufficiente il titolo di epi tou kanikleiou e cercava di essere elevato dal titolo ecclesiastico di lettore a quello di diacono. Il Patriarca Giorgio Xifilino in persona ha celebrato la cerimonia. Inoltre, a Mesopotamita fu concessa la precedenza tra tutti gli altri diaconi e una speciale dispensa per continuare a servire nell'amministrazione civile, cosa normalmente non era consentito agli ecclesiastici.
La posizione di Mesopotamita era ormai di primissimo piano. Come scrive Coniata, egli si sforzò di tenere “la chiesa con la mano sinistra e [...] il palazzo con la destra”. I suoi nuovi doveri ecclesiastici gli imponevano di allontanarsi dalla presenza dell'imperatore, egli cercò di assicurarsi il posto insediando i suoi due fratelli a palazzo per tenere lontani i suoi rivali da Alessio. Tuttavia, come sottolinea Coniata, era ormai salito così in alto che non poteva che cadere. Poco dopo la sua elevazione al diaconato, fu ulteriormente promosso ad arcivescovo di Tessalonica. Mesopotamita lasciò Costantinopoli per Tessalonica solo per il tempo necessario alla sua consacrazione, ma i suoi nemici a corte colsero l'occasione offerta dalla sua assenza. Guidati dal megas doux Michele Strifno, principale rivale di Mesopotamita a causa della sua dilagante corruzione e appropriazione indebita di fondi pubblici, persuasero Alessio a destituirlo da tutte le cariche civili. Anche i suoi fratelli furono allontanati e la carica di epi tou kanikleiou andò a Teodoro Irenico. Il patriarca gli rivolse subito accuse ingiuste, deboli e inconsistenti davanti a un sinodo, secondo Coniata, e fu anche destituito dai suoi uffici ecclesiastici. A Tessalonica subentrò Giovanni Crisanto, ma Mesopotamita fu presto reintegrato nella sua sede, dove rimase fino a quando non fu estromesso dalla quarta crociata nel 1204.

### Ultimi anni
Durante l'esilio fu catturato dai pirati prima di trovare rifugio (1206/7 circa) nel despotato d'Epiro fondato da Michele I Comneno Ducas. Fu restituito alla sua sede dopo che Tessalonica fu riconquistata da Teodoro Comneno Ducas nel 1224. Quando però Teodoro chiese di essere incoronato imperatore, Mesopotamita rifiutò, per fedeltà al Patriarcato in esilio nell'Impero di Nicea, e lasciò la sua sede in esilio volontario. Teodoro fu infine incoronato dall'arcivescovo di Ocrida, Demetrio Comateno, tra aprile e agosto del 1227. A quel punto Mesopotamita doveva aver già abbandonato la sua sede. La sede sembra essere rimasta vacante per qualche tempo, fino a qualche tempo dopo il 1230, quando fu insediato un vescovo bulgaro, forse di nome Michele Pratanos, a seguito dell'egemonia bulgara sull'Impero di Tessalonica dopo la sconfitta e la cattura di Teodoro nella battaglia di Klokotnica.
Mesopotamita mantenne una corrispondenza con Coniata anche dopo il 1204. Dalle loro lettere e dalle menzioni di Mesopotamita nella Storia di Coniata, sembra che i due avessero una stretta relazione e che Mesopotamita fosse una delle fonti di Coniata per la sua opera storica. In effetti, Mesopotamita era il proprietario della Panoplia dogmatica di Coniata e l'apparente destinatario della prima versione della sua Storia, il che spiega perché sia raramente menzionato per nome e perché manchino le aspre critiche delle versioni successive.